# The Biggest Ragga Dancehall Anthems 2007
The Biggest Ragga Dancehall Anthems 2007 – dziewiąty album z serii kompilacji The Biggest Ragga Dancehall Anthems, wydany 7 października 2007 roku przez londyńską wytwórnię Greensleeves Records. 
17 października 2007 roku album osiągnął 11. miejsce w cotygodniowym zestawieniu najlepszych albumów reggae magazynu Billboard (ogółem był notowany na liście przez 2 tygodnie).

## Lista utworów

### CD
1. Busy Signal - "These Are The Days"
2. Bugle - "What We Gonna Do"
3. QQ - "Tek It To Them (Rum Ram)"
4. Mr. Vegas - "Tek Weh Yuhself"
5. Anthony B - "Tease Her"
6. Ward 21 & Timberlee - "Bubble Like Soup"
7. Beenie Man - "Product Of The Ghetto"
8. Cham - "Wha Dem Feel Like"
9. Vybz Kartel - "Yuh A Wife"
10. Munga - "Mi Fraid"
11. Buju Banton - "Crazy Talk"
12. Munga - "Own Thing"
13. Bounty Killer - "Still Deya"
14. Macka Diamond - "Hoola Hop"
15. Beenie Man - "Back It Up"
16. Busy Signal - "Rising"
17. Munga - "Earthquake"
18. Beenie Man & Barbee - "Give It Up"

### DVD
1. Busy Signal - "These Are The Days"
2. Bugle - "What We Gonna Do"
3. QQ - "Tek It To Them (Rum Ram)"
4. Anthony B - "Tease Her"
5. Beenie Man - "Product Of The Ghetto"
6. Macka Diamond - "Hoola Hop"
7. Beenie Man - "Back It Up"
8. Beenie Man & Barbee - "Give It Up"